# 菲恩·卡特
菲恩·卡特（英文：Finn Carter，1960年3月9日），美國女演員，主要作品有《從地心竄出》。

## 生平
卡特出生在密西西比州的格林維爾。她是前美國國務院負責公共事務的助理國務卿Hodding Carter III的第一任妻子，前瑪格麗特·安斯沃思·沃爾夫的女兒。她畢業於馬薩諸塞州內蒂克的希爾表演藝術學院和紐約的斯基德莫爾學院，之后又在路易斯安那州新奧尔良市的杜蘭大學就讀。

## 外部連結
- Finn Carter在互联网电影资料库（IMDb）上的資料（英文）